# Сакмара
Сакма́ра (устар. Камыш-Сакмара; баш. Һаҡмаро файле) — река в России. Протекает через территории Башкортостана (348 км) и Оренбургской области (412 км). Впадает в реку Урал по правому берегу в 327 км от её устья на границе города Оренбурга и Оренбургского района.

## Географические сведения
Длина 798 км, площадь бассейна 30 200 км², общее падение высоты 570 м. Берёт начало на склонах хребта Уралтау, течёт на юг в широкой горной долине, огибая Зилаирское плато, прорывается в глубоком ущелье и поворачивает на запад.
Питание преимущественно снеговое. Половодье с апреля до начала июня. Среднегодовой расход воды — в 55 км от устья 144 м³/с. Замерзает в ноябре, вскрывается в апреле.
Является довольно полноводной рекой. Течение быстрое, ближе к Оренбургу более спокойное. Вода в реке холодная даже летом (достигает в жаркие дни 23 градусов). Ширина доходит местами до 80 метров и более, глубина до 5 метров. По сравнению с температурой в реке Урал, температура в Сакмаре на 2 градуса ниже.

## Название
В «Книге Большому Чертежу» (1627) река называлась Сакмар.
По предположению Г. Ф. Вильданова, наименование реки произошло от башкирских слов һаҡ бар — «иди осторожно» или һаҡмыр — «сочащийся». Река протекала вблизи юго-восточных границ Башкортостана, поэтому согласно преданиям подъезжая к реке говорили: «иди осторожно».
По А. А. Камалову, баш. Һаҡмар происходит из Һаҡ от общефинноугорского jok — «река» и мар — «город».
Есть и версия, возводящая гидроним Сакмара к венгерскому ар — «поток» (сравните имена рек Сакмара, Самара, Кунара и др. на Урале и в Европейской части бывшего СССР).
В эпосе «Урал-батыр», сын Шульгена и Айхылу был Сакмаром.

## Притоки (км от устья)
- 32 км: река Средняя Каргалка
- 40 км: река Каргалка
- 59 км: река Салмыш
- 91 км: река Чебенька
- 100 км: ручей Берёзовый
- 109 км: река Елшанка
- 133 км: река без названия
- 138 км: река Средняя Чебенька
- 182 км: река Чебенька
- 210 км: река Караелга
- 220 км: река Большой Ик
- 253 км: река Касмарка
- 264 км: ручей Чертанка (Чертанка)
- 290 км: ручей Кондуровка
- 299 км: ручей Кармолка
- 302 км: ручей Благодерка
- 348 км: река Куруил
- 362 км: река Бухарча (Бухарна)
- 378 км: река без названия
- 386 км: река Курачанка (Кураган)
- 432 км: река Карагала (Катрала)
- 448 км: река Азям
- 453 км: река без названия
- 472 км: река Зилаир (Урман-Зилаир)
- 475 км: река без названия
- 486 км: река Бирмасбаш (Бирмас-Бас)
- 496 км: река без названия
- 498 км: река без названия
- 524 км: ручей Тиляк
- 546 км: река Баракал
- 573 км: ручей Сакмартиле
- 584 км: река Зилаир (Яман-Зилаир, Крепостной Зилаир)
- 620 км: река Малый Юлук
- 623 км: река Магаш
- 626 км: река Лаимберды
- 640 км: река Кувашлы
- 648 км: река без названия
- 658 км: река Баткатлы
- 664 км: река Кашляуар
- 670 км: река Курися
- 677 км: река без названия
- 698 км: река без названия
- 702 км: река Тавла
- 722 км: река Сапсал
- 736 км: река Кеуште
- 742 км: река Талатши
- 742 км: река Шедра
- 760 км: река Бердиелга
- 770 км: река Кугизыл
- 774 км: река Буреле

## Населённые пункты
На реке Сакмаре расположены город Кувандык, сёла Саракташ, Биктимирово, Чёрный Отрог, Сакмара, Никольское, Татарская Каргала и др.

## Сплав по реке Сакмаре
С точки зрения туризма, Сакмара предоставляет отличные возможности для сплава с апреля по сентябрь на большом протяжении. Сплавляться можно начинать от населённых пунктов Бекешево, Юмашево или Юлдыбаево.
Берега Сакмары изобилуют живописными скалами, не уступающими по красоте знаменитым «бойцам» Чусовой. Русло порожистое. Самым сложным и красивым порогом считается четырёхкаскадный порог Яман-Таш (Дурной камень). Слив последнего каскада достигает метра. Одним из украшения Сакмары является и место впадения реки Крепостной Зилаир. Скалы при впадении его напоминают башни замка или крепости, оттого он и имеет такое название.